# Consorzio di bonifica Destra Piave
Il consorzio di Bonifica Destra Piave era un'istituzione regionale del Veneto che aveva il compito di tutelare, monitorare e operare su alcuni corsi d'acqua (e sui relativi bacini idrici) compresi tra le provincie di Treviso e, in parte, di Venezia.

## Descrizione
Comprendeva un territorio 52.995 ettari di superficie, interessando in tutto 27 comuni (tra cui Treviso). L'area si estendeva sulla zona delimitata ad est dal Piave e ad ovest dal Sile. Era divisa inoltre in due parti di uguale estensione dalla fascia delle risorgive. I principali bacini idrografici che ricadono sulla sua competenza erano (del tutto o in parte) quello del Sile, del Piave, del Giavera, del Vallio, del Musestre e del Meolo.
Fu istituito con il provvedimento della Giunta Regionale n°488 del 21 dicembre 1977, unendo i preesistenti consorzi Canale della Vittoria e Vallio, Meolo e Musestre, oltre alla zona di Quinto di Treviso che non apparteneva ancora ad alcun consorzio.
All'inizio del 2010 è stato unito ai consorzi di bonifica Pedemontano Sinistra Piave e Brentella di Pederobba per formare il nuovo consorzio di bonifica Piave con sede a Montebelluna.